# Brattvåg
Brattvåg er administrationsby i Haram kommune i Møre og Romsdal fylke i Norge, og den har 2.172 (2008) indbyggere.
Byen ligger på vestsiden af Samfjorden og har tre skoler; folkeskole, ungdomsskole og en videregående. I byen ligger fabrikker for Rolls-Royce og Aker Yards.
Det er en ung by, der blev grundlagt 11. november 1911, da man fandt ud af, at stedet var ideelt for vandkraftanlæg. Regionscenteret Ålesund ligger i nærheden, kun en halv times køretur derfra.
62°36′N 6°26′Ø / 62.600°N 6.433°Ø